# Game Revolution
Game Revolution (раніше Game-Revolution; стилістично GameRevolution; скорочено GR) — американський англомовний вебсайт розважального типу, присвячений відеоіграм і суміжним темам. Окрім новин, ресурс також публікує авторські статті, статті-думки, інтерактивні посібники та огляди різноманітних проєктів; проводить усілякі опитування серед своїх читачів. Вперше запущений у квітні 1996 року Дюком Феррісом. 25 лютого 2008 року був придбаний вебсайтом «CraveOnline», який через компанію «AtomicOnline» належить Evolve Media, LLC. Після придбання останньою розважального вебсайту «PlayStationLifeStyle» 2011 року, його редакція була приєднана до команди Game Revolution. Відтоді посаду головного редактора вебсайту обіймає творець PlayStationLifeStyle Ентоні Северино.
Остання значна зміна у роботі вебсайту відбулася 2017 року. Тоді сторінка отримала оновлений дизайн та почала підтримувати зміну темного й світлого режимів. За даними статистичного вебсайту «Alexa», 5 серпня 2019-го Game Revolution потрапила до перших п'ятнадцяти тисяч вебсайтів із найбільшою відвідуваністю, посівши 10963 місце.

## Історія
Перша робоча версія Game Revolution була запущена Дюком Феррісом у квітні 1996 року.
25 лютого 2008 року CraveOnline повідомив про придбання GameRevolution за нерозкриту суму коштів. CraveOnline (пізніше відомий як Mandatory) — розважальний вебсайт, спрямований на чоловічу авдиторію, якому підпорядковуються такі інтернет-видання, як «HoopsVibe» та «WrestleZone», присвячені баскетболу та реслінгу відповідно. Підпорядковується AtomicOnline, дочірній компанії Evolve Media, LLC. Коментуючи придбання, Дюк Ферріс зазначив, що «CraveOnline є чудовою “оселею” для шанувальників GameRevolution, оскільки за допомогою творчих та технологічних потужностей компанії, команді вдасться збільшити охоплення вебсайту та втілити нові цікаві ідеї». Схвально відгукнувся й старший віцепрезидент AtomicOnline Майк Додж, наголосивши, що спільнота читачів GameRevolution є цінним надбанням для компанії.
22 лютого 2011 року було повідомлено, що Evolve Media придбала інший американський розважальний вебсайт «PlayStationLifeStyle», що публікує новини та інформацію, пов'язану з гральними консолями «PlayStation»: технічні особливості консолей, деталі про відеоігри для них тощо. Холдингова компанія також повідомила, що редакція новопридбаного вебсайту приєднається до співробітників Game Revolution. Новоутворену команду очолив творець PlayStationLifeStyle Ентоні Северино: «Я впевнений, що GameRevolution вдасться здійняти PlayStationLifeStyle до нових і недосяжних раніше висот». Також він зауважив, що після придбання відвідуваність його колишнього вебсайту має значно збільшитись. Відвідуваність Game Revolution до об'єднання редакцій сягнула 4,5 мільйони унікальних відвідувачів за грудень 2010-го, водночас відвідуваність PlayStationLifeStyle того ж місяця була близько 170 тисяч.

## Вміст
Вебсайт від початку свого заснування публікує різноманітні новини, здебільшого, пов'язані з відеоіграми та суміжними темами незалежно від платформи чи консолі, посібники з відеоігор, поради тощо. Подана на вебсайті інформація цитується та згадується іншими виданнями. Часом команда видання присутня на різних відеоігрових заходах. Наприклад, команда відвідувала виставку «Electronic Entertainment Expo» 2001 року, де назвала відеогру жанру гри в бога «Black & White» від британської студії «Lionhead Studios», найкращою на тогорічній виставці «E3». Також автори публікують інформацію про подібні виставки, створюючи відповідну сторінку чи тег на своєму вебсайті.
Окрім публікації та поширення новин, видання також займається оглядом відеоігор: автори пишуть власні огляди різних проєктів, зазначаючи їхні вади чи переваги, та виставляючи відповідну оцінку. Огляди Game Revolution використовуються на таких вебсайтах-агрегаторах, як Metacritic та OpenCritic, а також використовувалися на GameRankings до його закриття у грудні 2019-го. 

### Рейтингова шкала
Вебсайт використовує подібну до, наприклад, GamesRadar+ чи The Guardian скорочену п'ятибальну систему оцінювання, яка складається з одинадцяти можливих оцінок, на відміну від, наприклад, GameSpot чи PlayUA, де загальна оцінка відеогри може бути від 0 до 100 балів. Як зазначає видання на своєму вебсайті, вони оцінюють відеоігри спираючись на нові для відеоігрової індустрії елементи чи системи, які та принесла в час свого випуску. Також, вираховуючи бал, автори беруть до уваги, що з часом відеогра може бути значно поліпшена чи повністю перероблена. За їхньою думкою, продовження відеоігор (їхні сиквели чи приквели) мають бути кращими за попередні частини, щоб отримати принаймні ту ж оцінку.
| Оцінка      | Роз'яснення вебсайту | Приклад                                                                                    | Приклад                     |
| Оцінка      | Роз'яснення вебсайту | Назва відеогри                                                                             | Дж.                         |
| ----------- | --- | ------------------------------------------------------------------------------------------ | --------------------------- |
| 5/5 зірок   | Справжня Ігрова Революція (Game Revolution). Новий поріг. Неперевершена майже в усьому, розширює межі, і сколихає саме визначення відеогеймінгу аж до його суті. | Dragon Age: Inquisition, God of War (2018), Red Dead Redemption 2, Rise of the Tomb Raider | [ 22 ] [ 23 ] [ 24 ] [ 25 ] |
| 4.5/5 зірок | Не тільки неймовірна зі сторони дизайну чи подання, але й пам’ятна та революційна для свого жанру.                                                               | Divinity: Original Sin, Need for Speed: Rivals, Pillars of Eternity                        | [ 26 ] [ 27 ] [ 28 ]        |
| 4/5 зірок   | Сильний представник свого жанру. Трохи недосконала в деяких моментах, але в основному всі її елементи зроблені майстерно.                                        | Destiny, Evolve, The Elder Scrolls Online, Evolve                                          | [ 29 ] [ 30 ] [ 31 ]        |
| 3.5/5 зірок | Загалом хороший ігровий процес та графіка. Більше яскравих моментів, ніж тьмяних.                                                                                | Borderlands: The Pre-Sequel, The Sims 4, Tropico 5 (PS4)                                   | [ 32 ] [ 33 ] [ 34 ]        |
| 3/5 зірок   | Вища за посередню. Має багато проблемних місць, але в цілому все добре.                                                                                          | Dying Light, Injustice 2                                                                   | [ 35 ] [ 36 ]               |
| 2.5/5 зірок | Посередня. Має недоліки та викликає деякі розчарування. | Anthem, Star Wars: Battlefront II (2017)                                                   | [ 37 ] [ 38 ]               |
| 2/5 зірок   | Потребує допрацювань. Може мати блискітку творчості, але надто загрузла у недоліках.                                                                             | Darksiders III, Homefront: The Revolution                                                  | [ 39 ] [ 40 ]               |
| 1.5/5 зірок | Неладна. Важко знайти будь-які позитивні сторони, які б можна було б відзначити.                                                                                 | Farming Simulator 15, Necropolis                                                           | [ 41 ] [ 42 ]               |
| 1/5 зірок   | Така, якій не вдається навіть бути посередньою. | The Great Perhaps, Obduction                                                               | [ 43 ] [ 44 ]               |
| 0.5/5 зірок | Неприйнятна, невтішна. Болісно жахлива. | Need for Speed Undercover                                                                  | [ 45 ]                      |
| 0/5 зірок   | Жах, котрий спотворює наше існування. Лише згадка її назви спричиняє гнів, відчай та роки терапії.                                                               | Batman: Dark Tomorrow, Iron Man 2                                                          | [ 46 ] [ 47 ]               |

## Редакція
Як стверджує видання, посаду виконавчого редактора вебсайту обіймає Пол Тамбурро, а директора — Ентоні Северино, за сумісництвом творець іншого відеоігрового вебсайту «PlayStationLifeStyle» та директор з розвитку та наповнення вмісту вебсайтів групи CraveOnline Media (англ. Senior Director of Content & Operations for CraveOnline Media). Головним і старшим редактором вебсайту працювали Мак Ешворт та Джейсон Фолкнер відповідно.

## Дизайн
Протягом усієї своєї історії команда вебсайту змінювала його дизайн з десяток разів, востаннє докорінно оновивши його 2017 року. Оновлена версія була виконана у мінімалістичному стилі, а також почала підтримувати як темний (нічний), так і світлий режими. Під кожною статтею міститься розділ для коментування інформації читачами, а дизайн вебсайту має підтримку тегів, за допомогою яких здійснюється пошук публікацій вебсайтом, окрім звичайного пошуку інформації у відповідному віконці. Game Revolution також підтримує власний форум для відвідувачів вебсайту.